# Елси (Мичиген)
Елси (енгл. Elsie) град је у америчкој савезној држави Мичиген.

## Демографија
По попису из 2010. године број становника је 966, што је 89 (-8,4%) становника мање него 2000. године.
| Група             | 2000.         | 2010.       |
| Белци             | 1.025 (97,2%) | 928 (96,1%) |
| Афроамериканци    | 1 (0,1%)      | 4 (0,4%)    |
| Азијати           | 1 (0,1%)      | 1 (0,1%)    |
| Хиспаноамериканци | 25 (2,4%)     | 23 (2,4%)   |
| Укупно            | 1.055         | 966         |